# Похідна Діні
В математиці і, зокрема, аналізі дійснозначних функцій, похідними Діні називають клас узагальнень похідної. Поняття запропоноване Уліссом Діні, який вивчав неперервні, але недиференційовні функції, для яких він визначив так звані похідні Діні.
Верхня похідна Діні, яку також називають верхньою правою похідною, неперервної функції
{\displaystyle f:{\mathbb {R} }\rightarrow {\mathbb {R} },}
позначається {\displaystyle f'_{+}} і визначається як
{\displaystyle f'_{+}(t)=\limsup _{h\to {0+}}{\frac {f(t+h)-f(t)}{h}},}
де lim sup — гранична межа, а межа — одностороння межа. Нижня похідна Діні, {\displaystyle f'_{-}}, визначається як
{\displaystyle f'_{-}(t)=\liminf _{h\to {0+}}{\frac {f(t)-f(t-h)}{h}},}
де lim inf — нижня межа.
Якщо f визначено на векторному просторі, то верхня похідна Діні в точці t у напрямку d визначається як
{\displaystyle f'_{+}(t,d)=\limsup _{h\to {0+}}{\frac {f(t+hd)-f(t)}{h}}.}
Якщо f локально ліпшицева, то {\displaystyle f'_{+}} скінченна. Якщо f диференційовна в точці t, то похідна Діні в точці t є звичайною похідною в точці t.

## Зауваження
- Функції визначаються в термінах нижньої і верхньої межі, аби похідні Діні були якомога обґрунтованішими. Так похідні Діні будуть добре визначені для майже всіх функцій, навіть для апріорі недиференційовних функцій. Результат аналізу Діні полягає в тому, що функція диференційована в точці t на дійсній прямій ( ℝ ), тільки якщо всі похідні Діні існують і мають однакове значення.
- Іноді позначення {\displaystyle D^{+}f(t)} використовується замість {\displaystyle f'_{+}(t)} і {\displaystyle D_{-}f(t)} замість {\displaystyle f'_{-}(t)}[1].
- також,

{\displaystyle D^{+}f(t)=\limsup _{h\to {0+}}{\frac {f(t+h)-f(t)}{h}}}
і
{\displaystyle D_{-}f(t)=\liminf _{h\to {0+}}{\frac {f(t)-f(t-h)}{h}}}.
- Отже, при використанні D похідних Діні, знак плюс або мінус вказує на ліву або праву границю, а розміщення знака вказує на нижню або верхню межу.
- Існують ще дві похідні Діні, які визначаються як

{\displaystyle D_{+}f(t)=\liminf _{h\to {0+}}{\frac {f(t+h)-f(t)}{h}}}
і
{\displaystyle D^{-}f(t)=\limsup _{h\to {0+}}{\frac {f(t)-f(t-h)}{h}}}.
які є такими ж, як і перша пара, але з верхньою і нижньою межами, переміщеними. Лише для помірно поганих функцій обидві додаткові похідні Діні не потрібні. Для дуже поганих функцій, якщо всі чотири похідні Діні мають однакове значення ( {\displaystyle D^{+}f(t)=D_{+}f(t)=D^{-}f(t)=D_{-}f(t)} ), то функція f диференційована в звичайному розумінні в точці t .
- На розширеній дійсній прямій всі похідні Діні завжди існують; однак іноді вони можуть набувати значеннь +∞ або −∞ (тобто похідні Діні завжди існують у розширеному сенсі).